# Sadko (Répine)
Sadko est un tableau peint par Ilia Répine en 1876. Il est conservé au Musée Russe à Saint-Pétersbourg.

## Histoire
Ce tableau a été commandé par le futur tsar Alexandre III.
Il s'inspire d'un byline, poème épique de la région de Novgorod, et représente le marchand Sadko dans le royaume sous-marin.

## Expositions
Ce tableau a été présenté à l'exposition Répine du Petit Palais à Paris du 5 octobre 2021 au 23 janvier 2022.